# Округ Исаквина (Мисисипи)
Исаквина (енгл. Issaquena County) је округ у америчкој савезној држави Мисисипи.

## Демографија
По попису из 2010. године број становника је 1.406, што је 868 (-38,2%) становника мање него 2000. године.
| Група             | 2000.         | 2010.       |
| Белци             | 822 (36,1%)   | 482 (34,3%) |
| Афроамериканци    | 1.427 (62,8%) | 906 (64,4%) |
| Азијати           | 0 (0,0%)      | 6 (0,4%)    |
| Хиспаноамериканци | 10 (0,4%)     | 8 (0,6%)    |
| Укупно            | 2.274         | 1.406       |